# A Devil May Cry szereplőinek listája
Ez a lista a Devil May Cry sorozat összes szereplőit sorolja fel, amit a Capcom fejlesztett és adott, valamint Kajima Hideki és Mikami Sindzsi készített. A történet egy modern világban játszódik (hogy évre pontosan mikor, sose derült ki még). Eredetileg a Resident Evil folytatásának készült, de a történet másfelé terelődött, így született meg a Devil May Cry.
A történet főszereplője a félvér születésű Dante, aki egy legendás démon, Sparda és annak ember feleségének, Evának a fia, valamint Vergil ikertestvére. Arra hivatott, hogy végezzen az összes gonosz démonnal, akik édesanyja haláláról tehetnek. Találkozik még a rég nem látott és halottnak hitt bátyjával, Vergillel.
A sikernek köszönhetően, 2008-ig négy videójáték, egy novella, egy animesorozat, útmutatók, játékfigurák, mangák és regények is megjelentek. Gyűjtői kiadás is lett az első három játékból.

## A szereplők megalkotása és az alapelgondolás
Kajima Hideki elárulta, hogy ő egy mangaka, Teraszava Buicsi Cobra című mangájából merített ihletett a történet megalkotására, valamint Dante karaktere megalkotására. Dante-val az volt a célja, hogy köpenyt viseljen és színesebbé tegye. Végül azért döntött a piros mellett, mert Japánban a hősök színe a piros.
A Devil May Cry 4 producere, Kobajasi Hirojuki a játék kiadása előtt elárulta, hogy azért nem Dante-t tették egyedüli játszható karakternek, mert erősebbnek tűnt, mint Nero. A cél ezzel az volt, hogy egy "veterán" egy „újonccal” szemben különbözzenek az erejük. Másik meg, hogy a csapat megpróbálta visszatükrözni a Devil May Cry első játékában látható erőt, amit Dante birtokolt.
Kobajasi a következőket mondta: „Amikor a folytatást készítettük, nem akartunk egy újabb gyenge karaktert alkotni, mivel nincs jó indok erre. Mindenki erősnek akarja látni Dante-t, ahogyan eddig látták és emlékeznek rá.”

## Szereplők

### A
| Szereplő neve | Első megjelenés                           | Legutóbbi megjelenés                                      | Szinkron   | Leírás |
| ------------- | ----------------------------------------- | --------------------------------------------------------- | ---------- | --- |
| Abigail       | Devil May Cry – Démonvadászok (2007)      | Devil May Cry – Démonvadászok (2007)                      | -          | Egy nagy hatalmú démon, akit Sid támaszt fel. Dante végez vele.                                                                          |
| Agnus         | Devil May Cry 4 (2008)                    | Devil May Cry 4 (2008)                                    | T.J. Storm | Ellenség, aki tiszteli Sanctus-t, s segíti a tervében. Dante végez vele.                                                                 |
| Alice         | Devil May Cry 3 (manga) (2006)            | Devil May Cry 3 (manga) (2006)                            | -          | Egy tizenéves kislány. |
| Arius         | Devil May Cry 2 (2003)                    | Devil May Cry 2 (2003)                                    | ??         | Főgonosz. Dante végez vele. |
| Arkham        | Devil May Cry 3: Dante's Awakening (2005) | Devil May Cry 3: Dante's Awakening Special Edition (2006) | Adam Clark | A széria harmadik játékának főgonosza, Mary "Lady" édesapja, aki feláldozta feleségét a hatalom elnyeréséért, de terve kudarcba fulladt. |

### B
| Szereplő neve | Első megjelenés                      | Legutóbbi megjelenés                 | Szinkron                                                                    | Leírás                                                        |
| ------------- | ------------------------------------ | ------------------------------------ | --------------------------------------------------------------------------- | ------------------------------------------------------------- |
| Baul          | Devil May Cry – Démonvadászok (2007) | Devil May Cry – Démonvadászok (2007) | Nakata Dzsoudzsi Andrew Love (angol)                                        | Modeus testvére, Sparda egykori tanítványa. Dante végez vele. |
| Brad          | Devil May Cry – Démonvadászok (2007) | Devil May Cry – Démonvadászok (2007) | Nodzsima Hirofumi (japán) Illich Guardiola (angol) Markovics Tamás (magyar) | Egy démon férfi, aki beleszeret egy Angelina nevű ember nőbe. |

### C
| Szereplő neve | Első megjelenés        | Legutóbbi megjelenés   | Szinkron    | Leírás |
| ------------- | ---------------------- | ---------------------- | ----------- | --- |
| Credo         | Devil May Cry 4 (2008) | Devil May Cry 4 (2008) | T.J. Rotolo | Kyrie bátyja, Nero legjobb barátja. A Kard rendjének parancsnoka. A Sanctus elleni küzdelemben Sanctus megöli. |

### D
| Szereplő neve | Első megjelenés      | Legutóbbi megjelenés   | Szinkron | Leírás                                                              |
| ------------- | -------------------- | ---------------------- | --- | ------------------------------------------------------------------- |
| Dante         | Devil May Cry (2001) | Devil May Cry 4 (2008) | Drew Coombs (DMC) Jonathan Mallen (DMC, fiatal Dante) Matthew Kaminsky (DMC2) Reuben Langdon (DMC3-4,TAS, MvC3) Morikava Tosijuki (japán, DMC: TAS, MvC3) Seder Gábor (DMC:Tas, magyar) | A sorozat főhőse. Sparda és Eva kisebbik gyermeke, Vergil testvére. |

### E
| Szereplő neve | Első megjelenés                      | Legutóbbi megjelenés                         | Szinkron                              | Leírás                                                  |
| ------------- | ------------------------------------ | -------------------------------------------- | ------------------------------------- | ------------------------------------------------------- |
| Elena         | Devil May Cry – Démonvadászok (2007) | Devil May Cry – Démonvadászok (2007)         | Park Romi (japán) Lesley Tesh (angol) | Egy énekesnő.                                           |
| Eva           | Devil May Cry (2001) (képen)         | Devil May Cry – Démonvadászok (2007) (képen) | Sarah Lefleur (DMC)                   | Sparda ember felesége, Vergil és Dante ember édesanyja. |

### F
| Szereplő neve | Első megjelenés                | Legutóbbi megjelenés           | Szinkron | Leírás                                           |
| ------------- | ------------------------------ | ------------------------------ | -------- | ------------------------------------------------ |
| Enzo Ferino   | Devil May Cry 3 (manga) (2006) | Devil May Cry 3 (manga) (2006) | -        | Dante bérlője, aki megkérte, mentse meg Alice-t. |

### H
| Szereplő neve  | Első megjelenés                      | Legutóbbi megjelenés                 | Szinkron                                                  | Leírás                                                                                 |
| -------------- | ------------------------------------ | ------------------------------------ | --------------------------------------------------------- | -------------------------------------------------------------------------------------- |
| Angelina Higel | Devil May Cry – Démonvadászok (2007) | Devil May Cry – Démonvadászok (2007) | Kuvatani Nacuko (japán) Taylor Hannah (angol) Mezei Kitty | Az animesorozat harmadik részében látható. Ember nő, aki beleszeret egy démon férfiba. |

### J
| Szereplő neve | Első megjelenés                           | Legutóbbi megjelenés                                      | Szinkron   | Leírás                                               |
| ------------- | ----------------------------------------- | --------------------------------------------------------- | ---------- | ---------------------------------------------------- |
| Jester        | Devil May Cry 3: Dante's Awakening (2005) | Devil May Cry 3: Dante's Awakening Special Edition (2006) | Adam Clark | Egy bohóc formájú démon, akit Arkham képes felvenni. |

### K
| Szereplő neve | Első megjelenés        | Legutóbbi megjelenés   | Szinkron       | Leírás                                                      |
| ------------- | ---------------------- | ---------------------- | -------------- | ----------------------------------------------------------- |
| Kyrie         | Devil May Cry 4 (2008) | Devil May Cry 4 (2008) | Stephanie Sheh | A Kard Rendjének parancsnokának, Credo húga. Nero szerelme. |

### L
| Szereplő neve           | Első megjelenés                      | Legutóbbi megjelenés                 | Szinkron                                                           | Leírás                                                                     |
| ----------------------- | ------------------------------------ | ------------------------------------ | ------------------------------------------------------------------ | -------------------------------------------------------------------------- |
| Nina Lowell             | Devil May Cry – Démonvadászok (2007) | Devil May Cry – Démonvadászok (2007) | Hiszakava Aja (japán) Stephanie Wittels (angol)                    | Patty Lowell édesanyja.                                                    |
| Patricia "Patty" Lowell | Devil May Cry – Démonvadászok (2007) | Devil May Cry – Démonvadászok (2007) | Miszato Fukuen (japán) Hilary Haag (angol) Vágó Bernadett (magyar) | Egy tizenéves árva kislány, aki gyakran megfordul a Devil May Cry klubnál. |
| Lucia                   | Devil May Cry 2 (2003)               | Devil May Cry 2 (2003)               | Françoise Gralewski                                                | Démonnő, Dante társa.                                                      |

### M
| Szereplő neve | Első megjelenés                           | Legutóbbi megjelenés                 | Szinkron                                                                        | Leírás                                                                                              |
| ------------- | ----------------------------------------- | ------------------------------------ | ------------------------------------------------------------------------------- | --------------------------------------------------------------------------------------------------- |
| Kelly Marcus  | Devil May Cry – Démonvadászok (2007)      | Devil May Cry – Démonvadászok (2007) | Ueda Judzsi Chris Hutchison                                                     | Rin Marcus testvére. El nem követett gyilkosság miatt lecsukták, de Dante kiszabadította.           |
| Rin Marcus    | Devil May Cry – Démonvadászok (2007)      | Devil May Cry – Démonvadászok (2007) | Juzuki Rjoka (japán) Christine Auten (angol) Mezei Kitty (magyar)               | Kelly Marcus testvére, akinek megkéri Dante-t, szabadítsa ki az ártatlanul börtönbe zárt testvérét. |
| Mary          | Devil May Cry 3: Dante's Awakening (2005) | Devil May Cry 4 (2008)               | Kari Walhgren (DMC3-4) Melissa Davis (DMC:TAS) Orikasza Fumiko (japán, DMC:TAS) | Más néven Lady. Egy ember démonvadász. Dante társa.                                                 |
| Matier        | Devil May Cry 2 (2003)                    | Devil May Cry 2 (2003)               | Flo Di Re                                                                       | Lucia édesanyja.                                                                                    |
| Modeus        | Devil May Cry – Démonvadászok (2007)      | Devil May Cry – Démonvadászok (2007) | Miki Sinicsiro Jay Hickman                                                      | Sparda egykori tanítványa.                                                                          |
| Morrison      | Devil May Cry – Démonvadászok (2007)      | Devil May Cry – Démonvadászok (2007) | Ohcuka Akio Megyeri János                                                       | Dante egyik jó barátja.                                                                             |
| Mundus        | Devil May Cry (2001)                      | Devil May Cry (2001)                 | Tony Daniels                                                                    | Sparda egykori mestere, majd ellenfele, miután fellázadt ellene.                                    |

### N
| Szereplő neve | Első megjelenés        | Legutóbbi megjelenés   | Szinkron          | Leírás                                                                               |
| ------------- | ---------------------- | ---------------------- | ----------------- | ------------------------------------------------------------------------------------ |
| Nero          | Devil May Cry 4 (2008) | Devil May Cry 4 (2008) | Johnny Yong Bosch | Főhős, aki részt vesz a Sanctus elleni csatában. Dante ellen, majd együtt harcolnak. |

### S
| Szereplő neve | Első megjelenés                      | Legutóbbi megjelenés                 | Szinkron                                   | Leírás |
| ------------- | ------------------------------------ | ------------------------------------ | ------------------------------------------ | --- |
| Sanctus       | Devil May Cry 4 (2008)               | Devil May Cry 4 (2008)               | Liam O’Brien                               | A Kard Rendjének szentje, aki tiszteli Sparda-t, azonban meg akarja szerezni az erejét. Nero végez vele.                                                             |
| Sid           | Devil May Cry – Démonvadászok (2007) | Devil May Cry – Démonvadászok (2007) | Nozava Naci Chris Ayres                    | Főgonosz. Dante végez vele. |
| Simon         | Devil May Cry – Démonvadászok (2007) | Devil May Cry – Démonvadászok (2007) | Konisi Kacujuki (japán) David Wald (angol) | Nina Lowell társa. |
| Sparda        | Devil May Cry (2001)                 | Devil May Cry 4 (2008)               | (nem szólalt meg egyszer se)               | A Legendás Sötét Démon, aki egykor a Démonok Világában harcolt, de fellázadt fajtája ellen az emberek védelme érdekében. Később születtek meg fiai, Vergil és Dante. |

### T
| Szereplő neve | Első megjelenés      | Legutóbbi megjelenés   | Szinkron                                                                                                 | Leírás                                                                                  |
| ------------- | -------------------- | ---------------------- | --- | --------------------------------------------------------------------------------------- |
| Trish         | Devil May Cry (2001) | Devil May Cry 4 (2008) | Sarah Lefleur (DMC) Luci Christian (DMC:Tas) Danielle Burgio (DMC4, MvC3) Tanaka Acuko (DMC: TAS, japán) | Egy démonnő, akit Sparda feleségéről formáltak és hoztak létre. Dante társa és segítője |

### V
| Szereplő neve | Első megjelenés                      | Legutóbbi megjelenés                                      | Szinkron                                                                                                 | Leírás |
| ------------- | ------------------------------------ | --------------------------------------------------------- | --- | --- |
| Vergil        | Devil May Cry (2001)                 | Devil May Cry 3: Dante's Awakening Special Edition (2006) | David Kelley (DMC) Jonathan Mallen (DMC, fiatalon) Daniel Southworth (DMC3) Hirata Hiroaki (japán, MvC3) | Sparda és Eva idősebbik fia, a főhős, Dante ikertestvére. Főgonosz, egyben játszható karakter.                     |
| Vincent       | Devil May Cry – Démonvadászok (2007) | Devil May Cry – Démonvadászok (2007)                      | Szeki Tomokazu (japán) Andrew Love (angol)                                                               | Az anime második részében látható. A bátyja egy motoros balesetben hunyt el, de ő szentül hiszi, hogy életben van. |

## Fordítás
Ez a szócikk részben vagy egészben  a   Characters in Devil May Cry című angol Wikipédia-szócikk fordításán alapul.  Az eredeti cikk szerkesztőit annak laptörténete sorolja fel. Ez a jelzés csupán a megfogalmazás eredetét és a szerzői jogokat jelzi, nem szolgál a cikkben szereplő információk forrásmegjelöléseként.